# Phatnoma
Phatnoma is een geslacht van wantsen uit de familie van de Tingidae (Netwantsen). Het geslacht werd voor het eerst wetenschappelijk beschreven door Franz Xaver Fieber in 1844.

## Soorten
Het genus bevat de volgende soorten:

- Phatnoma agviates Drake & Ruhoff, 1961
- Phatnoma ainata Drake & Ruhoff, 1965
- Phatnoma amazonica Drake & Hambleton, 1944
- Phatnoma amazonicum Drake & Hambleton, 1944
- Phatnoma annulipes Champion, 1897
- Phatnoma baltica Drake, 1950
- Phatnoma barberi Drake, 1941
- Phatnoma biordinatum Froeschner, 1976
- Phatnoma costalis Distant, 1909
- Phatnoma coyazana Drake, 1948
- Phatnoma dilatatum B. Lis, 2001
- Phatnoma ecuadoris Drake, 1941
- Phatnoma eremea Drake & Froeschner, 1967
- Phatnoma guatemalana Drake, 1948
- Phatnoma hackeri Drake, 1928
- Phatnoma hova Schouteden, 1957
- Phatnoma jinjana Drake, 1956
- Phatnoma laciniata Fieber, 1844
- Phatnoma maculata Monte, 1946
- Phatnoma madagascariensis Guilbert & Heiss, 2016
- Phatnoma marmorata Champion, 1897
- Phatnoma mattijoae Jepson, Penney & Green, 2011
- Phatnoma maynei Schouteden, 1916
- Phatnoma natensis Guilbert, 2007
- Phatnoma ornatum B. Lis, 2001
- Phatnoma ovata Champion, 1897
- Phatnoma pacifica Kirkaldy, 1908
- Phatnoma pulchra Golub & Heiss, 2018
- Phatnoma takasago Takeya, 1933
- Phatnoma togularis Drake, 1950
- Phatnoma tonkinana Drake & Maa, 1955
- Phatnoma trinidadana Drake, 1948
- Phatnoma uichancoi Drake, 1950
- Phatnoma varians Drake, 1922
- Phatnoma veridica Drake & Maa, 1955
- Phatnoma vernoniae Drake & Hambleton, 1938